# Paul Gloxin
 (février 2025).
Paul Édouard Gloxin est un homme politique français né le 16 septembre 1804 à Strasbourg (Bas-Rhin), où il est mort le 12 juillet 1870.
Négociant à Strasbourg, il est membre de la commission départementale en février 1848. Il est député du Bas-Rhin de 1848 à 1849, siégeant à gauche.

## Hommages
Une rue de Strasbourg porte son nom.

## Sources
- « Paul Gloxin », dans Adolphe Robert et Gaston Cougny, Dictionnaire des parlementaires français, Edgar Bourloton, 1889-1891 [détail de l’édition]